# Carlo Sforza
Il conte Carlo Sforza (Lucca, 23 settembre 1872 – Roma, 4 settembre 1952) è stato un nobile, diplomatico e politico italiano. Dal 1920 al 1921 fu ministro degli esteri del Regno d'Italia e dal 1947 al 1951 della Repubblica Italiana. Ha sottoscritto il Trattato di Rapallo (1920), il Trattato di pace fra l'Italia e le potenze alleate del 1947, il Patto Atlantico (1949), l'accordo per la creazione del Consiglio d'Europa e il trattato istitutivo della CECA - Comunità europea del carbone e dell'acciaio (1951).

## Biografia

### Infanzia ed educazione
Figlio secondogenito dello storico Giovanni Sforza (1846-1922) di Lucca, Carlo Sforza discendeva da un ramo secondario della famiglia dei duchi di Milano; apparteneva infatti al ramo di Castel San Giovanni, generato dai Conti di Borgonovo Val Tidone ramo di Borgonovo, il cui capostipite è stato Sforza Secondo, figlio naturale di Francesco Sforza (1401-1466), a sua volta figlio naturale di Muzio Attendolo soprannominato Sforza. Sua madre era Elisabetta Pierantoni, di Lucca, di una famiglia di mercanti di seta.
Si laureò in giurisprudenza all'Università di Pisa, allievo di Enrico Ferri e di Lodovico Mortara.

### Matrimonio
Sposò la contessa Valentina Errembault de Dudzeele (1875 - 1969), da cui ebbe due figli: Fiammetta (Pechino, 3 ottobre 1914 - Massa, 26 giugno 2002), moglie di Howard Scott, direttore della British School di Milano, e Sforza ("Sforzino")-Galeazzo (Corfù, 1916 - Strasburgo 1977), segretario generale aggiunto del Consiglio d'Europa, che il 1º aprile 1969 sposò in seconde nozze Annette Spehner, funzionaria dell'Istituto Internazionale per i Diritti dell'Uomo (IIDU), Commendatore dell'Ordine della Stella della Solidarietà Italiana e vicepresidente de Les Amis du Musée d’Art Moderne et Contemporain de Strasbourg

### Carriera diplomatica
Sforza entrò in diplomazia nel 1896, vincitore dell'apposito concorso, e fu subito inviato al Cairo, come applicato consolare, e poi fu addetto di legazione a Parigi, dal 1897 al 1901, missione nel corso della quale ricevette l'ordine di penetrare nella casa di Virginia Oldoini, contessa di Castiglione, e prelevare tutta la sua corrispondenza privata, si presume allo scopo di distruggerla. Nel 1901 viene nominato segretario consolare a Costantinopoli, e nel 1904 con il medesimo incarico raggiunge Pechino, dove lavora per poco più di un anno.
Fu poi incaricato d'affari a Bucarest, dalla primavera al dicembre del 1905, dove un incidente diplomatico lo indusse a rassegnare le dimissioni dalla carriera. Tuttavia, inaspettatamente, il Segretario generale del Ministero degli affari esteri Giacomo Malvano lo ritenne idoneo quale segretario particolare di Emilio Visconti Venosta, nella delegazione italiana da inviare alla conferenza di Algeciras.
Dal 15 gennaio al 7 aprile 1906, ad Algeciras, Sforza acquisì un'esperienza fondamentale per il prosieguo della sua carriera; Visconti Venosta, infatti, rese evidenti le contraddizioni della politica degli austro-tedeschi nei confronti dell'Italia, non potendo costoro sostenere che la Triplice Alleanza non avesse efficacia nelle questioni mediterranee e contemporaneamente richiedere all'Italia di appoggiare il tentativo di penetrazione tedesca in Marocco.
L'apprezzamento di Visconti-Venosta gli valse la promozione a "primo segretario di legazione" a Madrid (1906-1907), per essere poi nuovamente destinato a Costantinopoli (1908-1909), come Incaricato d'affari. Nella capitale ottomana fu testimone della sollevazione degli ufficiali nazionalisti, i Giovani Turchi (luglio 1908), e della crisi derivante dall'annessione austriaca del territorio ottomano della Bosnia ed Erzegovina, un evento diplomatico di rilevanza tale da essere considerato, di fatto, la fine della Triplice Alleanza, in quanto l'Austria-Ungheria rifiutò di concedere all'Italia quei compensi territoriali che erano stati concordati nell'accordo del 1891, in caso di espansione austriaca nei Balcani.
Consigliere d'ambasciata a Londra (1909), fu poi a Roma, per pochi mesi, Capo di gabinetto dei ministri Francesco Guicciardini e Antonino di San Giuliano. Nel 1910 fu inviato a Budapest quale console generale italiano presso Francesco Giuseppe, Re di Ungheria. Il 4 marzo 1911, a Vienna, Carlo Sforza sposò la belga Valentine Errembault de Dudzeele; alcuni anni dopo, il fratello di quest'ultima avrebbe sposato la vedova del fratello della Regina d'Italia, Elena di Montenegro.
Dal 1911 al 1915, Sforza fu inviato nuovamente in Cina, quale ministro plenipotenziario del governo italiano, e si trovò in una situazione di dissoluzione di un impero; nel gennaio 1912, infatti, un'assemblea rivoluzionaria deliberava la fine del regime imperiale e la nascita della Repubblica di Cina, sotto la presidenza di Sun Yat-sen; ne seguì una lotta politica che portò all'insediamento di un governo autoritario sotto il generale Yuan Shikai. Nel giugno 1912, Sforza concordò la trasformazione della Concessione italiana di Tientsin in regime capitolare, sotto la legislazione e l'amministrazione diretta dell'Italia.

### Prima guerra mondiale

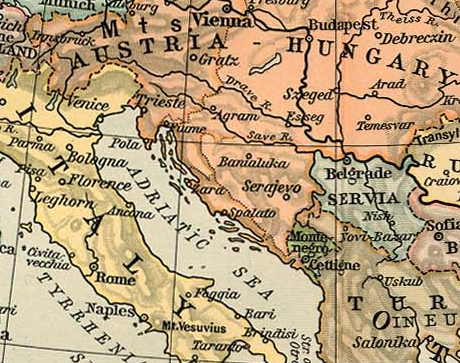
Situazione politica delle coste del Mare Adriatico nel 1911

Allo scoppio della prima guerra mondiale, Sforza era politicamente collocato nelle file dell'interventismo democratico. La sua visione della guerra era conforme a quella mazziniana e risorgimentale, secondo cui la dissoluzione dell'Impero austro-ungarico era ineluttabile, dovuta al risveglio delle nazionalità oppresse. Tali convinzioni contrastavano con l'apparente realismo del ministro degli esteri Sidney Sonnino, che aveva negoziato il Patto di Londra ritenendo che la guerra sarebbe stata breve e l'Impero asburgico sarebbe sopravvissuto. Sonnino aveva condizionato l'ingresso dell'Italia in guerra, non solo al raggiungimento dei confini nazionali, ma anche al conseguimento di territori abitati da altre etnie (l'entroterra di Zara). In tale ottica, sia il Regno di Serbia, sia le altre nazionalità slave dell'Impero erano visti non come alleati, ma come dei potenziali contendenti di terre austro-ungariche.
Quando, nel 1916, Sforza fu designato come ministro plenipotenziario presso il governo serbo - che, di fronte all'invasione austriaca, si era rifugiato a Corfù – si trovò a gestire diplomaticamente uno dei nodi centrali della politica estera italiana, in contrasto con il suo superiore politico. In tale veste non riuscì a convincere il governo dell'opportunità di costituire una divisione d'irredenti croati da opporre agli austriaci sul fronte di Vittorio Veneto, e tale diniego ebbe come conseguenza che le truppe croate si batterono nell'esercito austriaco contro gli italiani, considerandoli assertori di un presunto "imperialismo". Né riuscì a ottenere l'elevazione a Corpo d'armata della divisione italiana operante sul fronte serbo-macedone, che pur ne aveva la consistenza.
Appena conclusa vittoriosamente la "Grande Guerra", Sforza fu nuovamente inviato a Costantinopoli come Alto commissario italiano per l'attuazione dell'armistizio con l'Impero ottomano (4 novembre 1918), dopo che il conte Leopoldo Corinaldi (1875-1952) rifiutò tale incarico, diventando però braccio destro di Sforza nella sua missione. Per nove mesi, insieme al collega britannico ammiraglio Calthorpe e a quello francese ammiraglio Amet, rivestì un ruolo paragonabile a quello di un "governo militare alleato" sul paese sconfitto. Prese contatti con Mustafà Kemal, futuro presidente della repubblica turca, e con Ahmad al-Sanusi, allora capo in esilio degli insorti libici contro l'annessione all'Italia del 1912. Il 1º dicembre 1918 fa occupare da alcuni marinai italiani il Palazzo di Venezia a Costantinopoli rivendicandone la proprietà italiana del palazzo, insediandovisi il 27 marzo 1919.

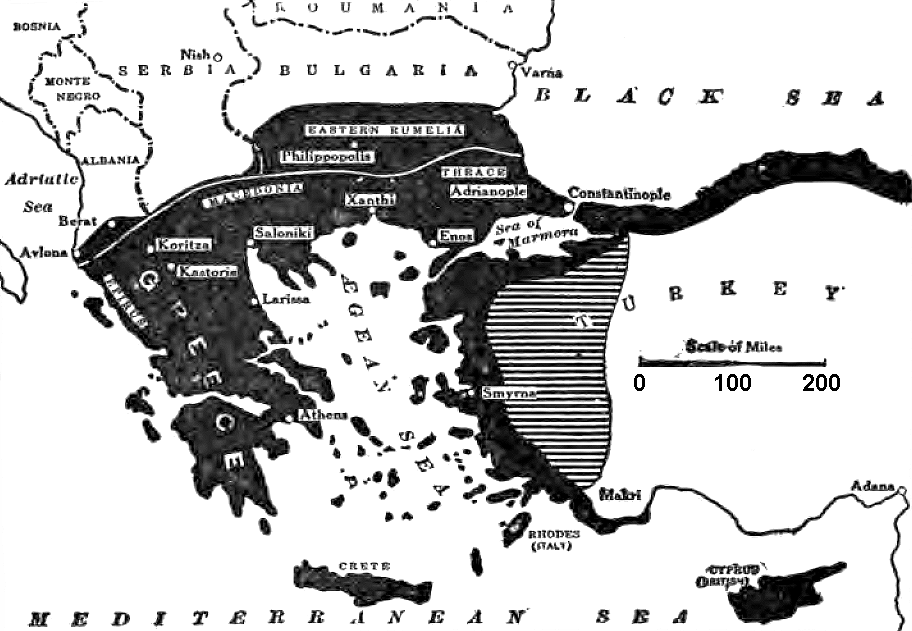
Carta dei territori rivendicati dalla Grecia in occasione delle conferenze di pace di Parigi nel 1919

Durante gli anni di guerra, infatti, l'occupazione italiana della Libia si era dovuta limitare alla fascia costiera, mentre l'interno, e in particolare la Cirenaica meridionale, era sotto il controllo degli insorti. Tali colloqui portarono a un accordo di massima, secondo cui si sarebbe riconosciuta la sovranità italiana sulla colonia, in cambio di una larga autonomia nella zona direttamente controllata da al-Sanusi. Su tali basi, Luigi Rossi, ministro delle colonie nel 1920-21, poté stipulare una convenzione e realizzare la pacificazione della colonia, sino a quando Mussolini non provvide a denunciarla e a riaprire il conflitto con le forze indigene.

Il 12 maggio 1919, Sforza seppe dal suo collega britannico della decisione della Conferenza di Parigi di far occupare Smirne e tutto il suo entroterra dai greci. Il Commissario italiano espresse immediatamente e invano la sua contrarietà, nell'interesse delle potenze vincitrici e della Grecia stessa. Ne conseguì - infatti – una sconfitta e una tragedia per il popolo greco, che fu in breve costretto a restituire cruentemente tutti i territori assegnati. Anni dopo, Sforza scrisse: 

### Ingresso in politica e nomina a Ministro degli Esteri del Regno d'Italia

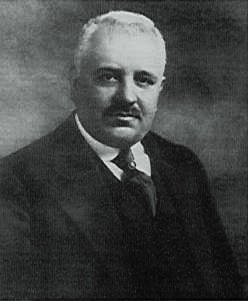
Francesco Saverio Nitti: nominò Sforza Sottosegretario agli Affari Esteri (1919)

Alla Conferenza per la pace i rappresentanti dell'Italia (Vittorio Emanuele Orlando e Sonnino) chiesero l'applicazione integrale del Patto di Londra, e, in aggiunta, l'annessione della città di Fiume. Tali richieste si rivelarono in controtendenza con i princìpi della conferenza per la pace. A Parigi, infatti, le potenze vincitrici accolsero i principi di nazionalità e di autodeterminazione dei popoli, quest'ultimo propugnato dal presidente statunitense Wilson, che non aveva sottoscritto il patto di Londra. Wilson enunciò quattordici punti per una pace equa tra le nazioni: tra essi la "rettifica delle frontiere italiane secondo linee di demarcazione chiaramente riconoscibili tra le nazionalità" (punto 9); "un libero e sicuro accesso al mare alla Serbia", e delle "garanzie internazionali dell'indipendenza politica ed economica e dell'integrità territoriale degli stati balcanici" (punto 11). Quando il Governo italiano si rese conto dell'impossibilità di proseguire sulla propria linea, diede le dimissioni.
Il 23 giugno 1919 fu nominato primo ministro Francesco Saverio Nitti; quest'ultimo, consapevole dell'adesione di Sforza al principio di nazionalità, gli affidò il primo incarico politico della carriera, nominandolo sottosegretario agli Affari Esteri. Contemporaneamente Sforza conseguì la nomina a senatore del Regno d'Italia. I ministri degli Esteri che si succedettero durante il governo Nitti furono Tommaso Tittoni (sino al 28 giugno 1919), Nitti ad interim e Vittorio Scialoja (dal 26 settembre 1919).
Nitti sottoscrisse il trattato di Saint-Germain, che definiva i confini italo-austriaci (quindi quello del Brennero), ma non quelli orientali. Le potenze alleate, infatti, avevano rinviato all'Italia e al neo-costituito Regno dei Serbi, Croati e Sloveni (che nel 1929 avrebbe assunto il nome di Jugoslavia) la congiunta definizione dei propri confini. Immediatamente (12 settembre 1919), una forza volontaria irregolare di nazionalisti ed ex combattenti italiani, guidata dal poeta Gabriele d'Annunzio, occupò militarmente la città di Fiume, chiedendo l'annessione all'Italia.

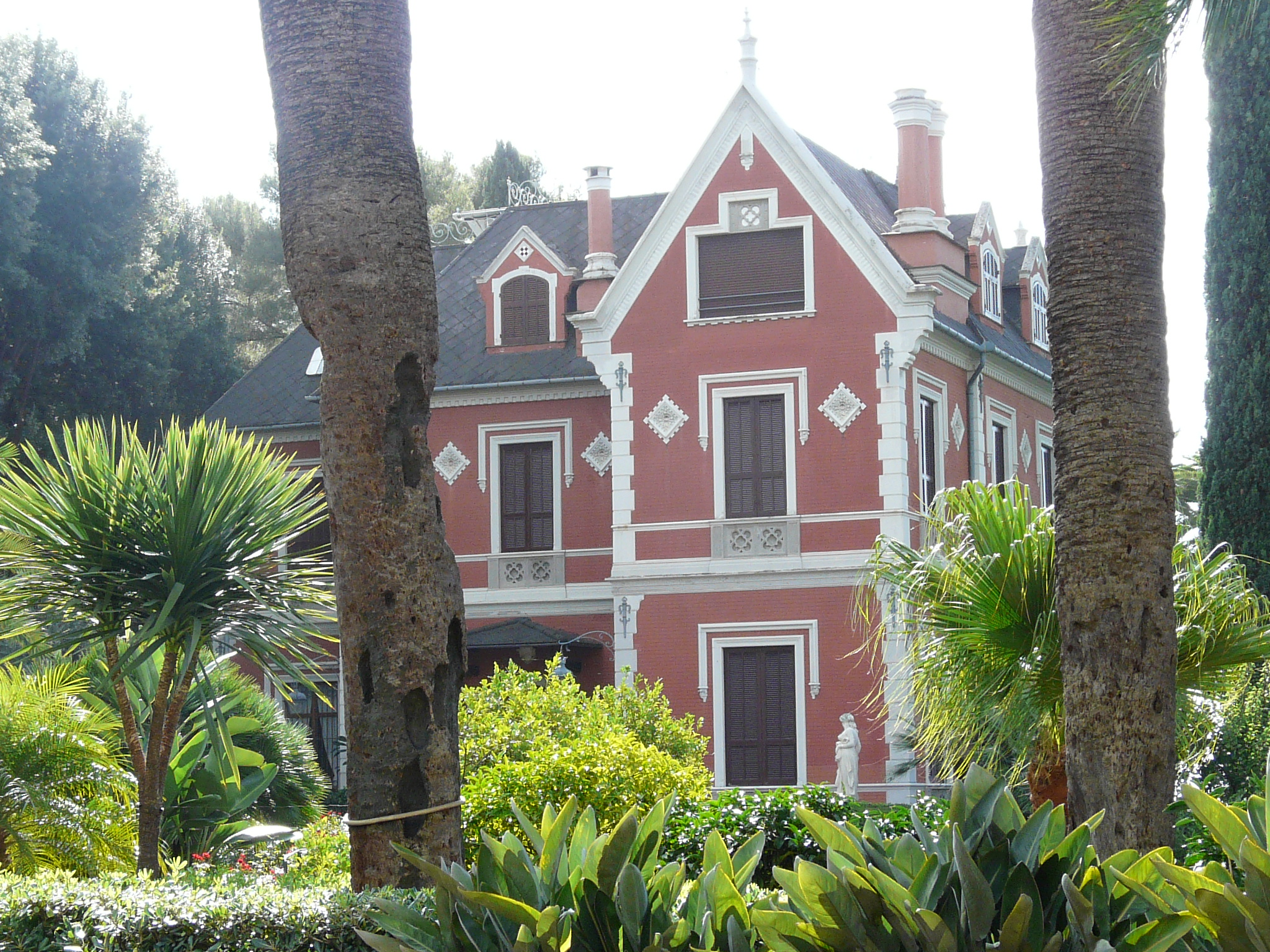
Villa Spinola a Rapallo, ove fu firmato il Trattato per la definizione del confine orientale (1920)

Nel maggio 1920, a Pallanza, il ministro Scialoja iniziò i negoziati con i rappresentanti jugoslavi, ma tali colloqui non ebbero esito. Ne conseguirono le dimissioni del governo Nitti II, nel giugno 1920.
Giovanni Giolitti, che succedette a Nitti il 15 giugno 1920, ereditò da quest'ultimo la questione adriatica e il problema della definizione dei confini orientali. A tal fine, scelse Carlo Sforza come ministro degli Esteri.
La prima azione del nuovo ministro degli Esteri fu quella di denunciare l'accordo Tittoni-Venizelos, che il governo precedente aveva sottoscritto con la Grecia. Tale accordo prevedeva l'appoggio italiano all'annessione greca di territori già facenti parte dell'Impero ottomano (Epiro, Macedonia, Tracia meridionale) e l'appoggio greco a un "mandato" italiano sull'Albania. L'accordo - secondo Sforza - era contrario agli interessi dell'Italia, in quanto l'Albania era stata riconosciuta come Stato indipendente sin dal 1912, e non aveva partecipato alla prima guerra mondiale; di conseguenza, la limitazione della sua sovranità, da parte dell'Italia, avrebbe prodotto un altro caso di violazione del principio di nazionalità, nel settore balcanico. Sforza sottoscrisse, invece, un accordo diretto con l'Albania, che riconobbe la sovranità dell'Italia sull'isola di Saseno, di fronte alla baia di Valona, e il conseguente controllo sulle due sponde del canale d'Otranto (20 agosto 1920).

Sforza (in alto a sinistra) al momento dell'apposizione della firma del trattato di Rapallo, da parte di Giovanni Giolitti (seduto in basso a destra), al centro in primo piano il ministro degli esteri jugoslavo Ante Trumbić

Colloqui informali con i rappresentanti del Regno dei Serbi, Croati e Sloveni, furono condotti da Sforza durante la conferenza interalleata di Spa, nel luglio 1920. Il negoziato fu fissato a partire dall'8 novembre successivo, a Rapallo, nella Villa Spinola. Sforza era accompagnato dal ministro della guerra Ivanoe Bonomi; solo a trattative ultimate, per la firma dell'accordo, fu raggiunto dal Primo ministro Giolitti. La delegazione jugoslava era composta dal Primo ministro Vesnić, dal ministro degli esteri Trumbić e dal ministro delle finanze Stojanovic. Sforza pose subito sul tavolo le sue condizioni, definite non negoziabili: la fissazione della frontiera terrestre allo spartiacque alpino da Tarvisio al golfo del Quarnaro, compreso il Monte Nevoso; la costituzione del territorio di Fiume in Stato libero indipendente, collegato all'Italia da una striscia costiera, l'assegnazione all'Italia della città di Zara e delle isole di Cherso, Lussino, Lagosta, Cazza e Pelagosa. L'accordo venne raggiunto dopo soli due giorni, superando le riserve slave relative al passaggio di Zara all'Italia. Un successivo accordo, firmato il 25 novembre 1920 a Santa Margherita Ligure, prevedeva una serie d'intese economiche e finanziarie tra i due paesi e, il 12 novembre, i due governi sottoscrissero una convenzione antiasburgica per la mutua difesa delle condizioni del precedente trattato di Saint-Germain. Il 24 dicembre 1920, al rifiuto di D'Annunzio di evacuare Fiume, l'esercito italiano procedette con la forza allo sgombero dei legionari dalla città.
Il trattato di Rapallo rappresentò la conclusione del processo risorgimentale di unificazione italiana, con il raggiungimento completo del confine alpino e l'annessione di Gorizia e Trieste. La rinuncia italiana ai territori dalmati, etnicamente slavi, non compromise il controllo italiano sul Mare Adriatico, garantito dal possesso di Pola e di Zara, delle isole di Cherso, Lussino, Lagosta, Cazza, Pelagosa e dell'isola di Saseno. Infine, la città di Fiume, costituita in Stato indipendente, acquisiva uno status internazionale simile a un Principato di Monaco italofono sul Mare Adriatico. Tuttavia, Carlo Sforza, ancora agli esordi della carriera politica, ebbe difficoltà a misurarsi in Parlamento e nelle piazze nell'illustrazione e nella difesa della bontà del Trattato, e a confutare il concetto della "vittoria mutilata" introdotto da D'Annunzio.
Il Governo Giolitti V, indebolito dalle elezioni generali del 1921, rassegnò le dimissioni il 27 giugno 1921. Sforza rifiutò di essere confermato al Ministero degli Esteri, così come gli aveva proposto il nuovo capo del governo ed ex collega di trattative a Rapallo Ivanoe Bonomi e rientrò nella carriera diplomatica, con l'incarico di ambasciatore a Parigi.

### Antifascismo in Italia e all'estero
Il 30 ottobre 1922, immediatamente dopo la nomina di Benito Mussolini a presidente del Consiglio, Sforza si dimise dalla carica di ambasciatore a Parigi, inviando un polemico telegramma al nuovo capo del governo.
Fu quindi deciso oppositore del regime dai banchi del Senato: il 3 gennaio 1925, fu uno dei tre soli senatori (insieme a Luigi Albertini e Mario Abbiate) che denunciarono in aula le responsabilità di Mussolini per l'omicidio di Giacomo Matteotti. Nel novembre 1924 Sforza aderì alla sua prima formazione politica, l'Unione Nazionale delle forze liberali e democratiche, costituita subito dopo l'omicidio Matteotti da Giovanni Amendola, insieme a personalità liberal-democratiche quali Luigi Einaudi, liberal-socialisti come Carlo Rosselli, Ivanoe Bonomi, Meuccio Ruini e Luigi Salvatorelli, e a repubblicani come il giovane Ugo La Malfa; tale formazione ebbe, però, vita breve, e non sopravvisse al suo fondatore, morto a Cannes il 7 aprile 1926 in seguito a un'aggressione subita da parte di una squadra fascista.
Nel 1927 alcune minacce, rivoltegli dagli squadristi, e lo scontro fisico subito a Bardonecchia, lo costrinsero all'esilio. Il pretesto per lasciare il paese fu la proposta di recarsi in Cina quale corrispondente di due quotidiani stranieri (il Journal des débats e il Manchester Guardian); al ritorno si stabilì in Belgio, la patria della moglie e, successivamente, acquistò una residenza estiva in Francia, presso Tolone. Negli anni dell'esilio si dedicò all'attività pubblicistica, non tralasciando i contatti con i fuorusciti italiani, ma senza aderire ad alcun partito; collaborò con il quotidiano radicale francese La dépêche de Toulouse e fu, tra gli antifascisti in esilio, colui che lavorò maggiormente per collocare il fascismo come un problema di carattere internazionale.
Nei giorni immediatamente precedenti l'entrata in guerra dell'Italia, Sforza fece un vano tentativo nei confronti di Vittorio Emanuele III, facendogli recapitare una lettera nella quale scongiurava il re di evitare il conflitto, prevedendo i più gravi disastri per l'Italia e per la dinastia sabauda; il testo di questa lettera fu in seguito pubblicato nel volume L'Italia dal 1914 al 1944 quale io la vidi, ma, al momento, non ne è stata rinvenuta traccia nell'archivio Savoia. Contemporaneamente, concordò con il capo del governo francese Paul Reynaud la costituzione di una legione di volontari italiani emigrati da impiegare contro i tedeschi, sotto la bandiera italiana, ma l'incalzare delle vicende non resero attuabile tale tentativo. Di fronte all'invasione tedesca della Francia, il 17 giugno 1940 Sforza, la sua famiglia e il giornalista antifascista Alberto Tarchiani raggiunsero Bordeaux e il giorno dopo si imbarcarono su un cargo olandese, riuscendo a sbarcare illesi in Gran Bretagna.

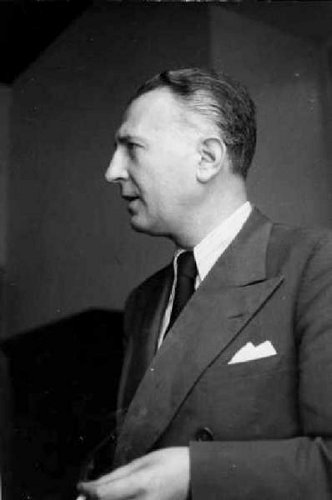
Randolfo Pacciardi, già comandante della Brigata Garibaldi in Spagna (1936-37); nelle intenzioni di Carlo Sforza avrebbe dovuto guidare una "legione italiana" antifascista nel 1941-42

Dopo un breve soggiorno a Londra, Sforza – insieme a Tarchiani - emigrò negli Stati Uniti, dove alcune università gli avevano offerto delle cattedre d'insegnamento. Durante il suo soggiorno negli Stati Uniti, elaborò una linea politica atta a candidarsi quale riferimento del movimento antifascista nel mondo, e, implicitamente, di un'Italia liberata dalla dittatura fascista. Lo strumento che scelse fu la Mazzini Society, un'associazione di matrice democratico-repubblicana, nel solco della tradizione risorgimentale, fondata da Gaetano Salvemini nel settembre 1939, e di cui il giornalista Max Ascoli aveva assunto la presidenza. Il principale artefice della strategia del conte Sforza fu Alberto Tarchiani che, ben presto, assunse la carica di segretario dell'associazione. Sforza e Tarchiani contavano di acquisire l'appoggio del governo statunitense attraverso la Mazzini Society, per la creazione di un Comitato nazionale italiano, cioè una forma di governo in esilio. Con il progressivo avanzamento delle truppe alleate in Nordafrica (1941-1942), circolò anche l'ipotesi di un governo in esilio in Libia e, addirittura, di una "legione italiana" guidata da Randolfo Pacciardi, giunto negli Stati Uniti nel dicembre 1941. Tuttavia, l'atteggiamento delle autorità americane verso tale progetto non andò oltre quello di una tiepida attesa e gli analoghi contatti che Sforza tentò con il Regno Unito non ebbero alcun esito.
Maggior successo ebbero i rapporti della Mazzini Society con le comunità italiane dell'America meridionale e centrale, ove si era costituita una rete antifascista e un movimento "Italia libera", con sede a Buenos Aires. Le intese tra la "Mazzini" e "Italia libera" condussero all'organizzazione di un Congresso italo-americano, che si tenne dal 14 al 17 agosto 1942, a Montevideo. Dopo aver ottenuto l'autorizzazione delle autorità americane, Sforza intervenne ai lavori congressuali, presentando un programma in otto punti, che fu approvato dagli oltre 10.000 presenti. Esso comprendeva la scelta istituzionale da parte del popolo italiano mediante un libero plebiscito - in cui auspicava la vittoria della repubblica democratica - e l'adesione dell'Italia alla Carta Atlantica e a un sistema organizzato di cooperazione e solidarietà internazionale:
 Al termine dei lavori, la conferenza approvò per acclamazione una mozione conclusiva, nella quale era affermato: "La conferenza, infine, affida a Carlo Sforza, che ha già assunto, per unanime e spontanea designazione, il posto di capo spirituale degli italiani antifascisti, l'incarico di costituire un Consiglio Nazionale italiano, dandogli la facoltà di organizzarlo nelle condizioni più opportune".

### Scontro con Churchill e rientro in Italia
Il congresso di Montevideo diede a Sforza la possibilità di imporsi quale leader antifascista di un'area laica e non marxista. Tuttavia le sue dichiarazioni in favore della scelta repubblicana lo resero avverso ai settori conservatori delle forze alleate, in particolare agli inglesi che, dopo l'8 settembre, stavano avviando un percorso di relazioni preferenziali con il governo Badoglio e la monarchia. Quando Sforza chiese l'autorizzazione a rientrare in Italia, il governo americano (e in particolare il sottosegretario di Stato Adolf Berle) tentò un'opera di mediazione tra le sue posizioni e quelle filo-monarchiche. Il conte fu costretto a firmare un documento con il quale s'impegnava a non contrastare in nessun modo l'azione del governo Badoglio, sino alla completa liberazione del paese dai nazisti. Tuttavia mentre Sforza interpretava restrittivamente e in modo letterale il documento firmato, il primo ministro inglese Winston Churchill riteneva che la lealtà verso il governo legittimo dovesse estendersi anche alla persona del sovrano e all'istituzione monarchica. Per questo motivo, nell'ottobre 1943, prima di poter rientrare in Italia, Sforza fu convocato a Londra per un faccia a faccia con il leader britannico, che si tramutò in un duro scontro, data l'irremovibilità dei due personaggi.
Al rientro in Patria, dopo un esilio durato sedici anni, Carlo Sforza, grazie all'azione intrapresa nelle Americhe, era comunque fortemente accreditato nell'ambito dell'antifascismo democratico. Di ciò era consapevole il maresciallo Badoglio, in cerca di riconoscimenti politici per il suo governo, che, nell'ottobre 1943, gli offrì l'incarico di ministro degli esteri. Successivamente fu il sovrano a proporgli, tramite il ministro della Real Casa Pietro d'Acquarone, di succedere allo stesso Badoglio come capo del governo ma, in entrambi i casi, Sforza pose come condizione imprescindibile l'abdicazione di Vittorio Emanuele III. In seguito precisò meglio la sua posizione, facendosi portavoce di una soluzione che avrebbe posto sul trono il nipote infante del sovrano, con il nome di Vittorio Emanuele IV, e la reggenza del maresciallo Badoglio. Il sovrano, naturalmente, espresse la sua più netta contrarietà.

### Ministro senza portafoglio
L'impasse fu superata con l'accettazione di una proposta di Enrico De Nicola, cui Sforza aderì, consistente nel formale mantenimento della titolarità del trono da parte di Vittorio Emanuele III, ma con il trasferimento di tutte le funzioni al figlio Umberto, quale luogotenente del Regno. Tale trasferimento si concretizzò con l'ingresso degli alleati nella Roma liberata. Sforza fu quindi nominato ministro senza portafoglio, come personalità indipendente dai partiti (anche se su proposta del Partito d'Azione), nel primo governo politico post-fascista (governo Badoglio II), formatosi a Salerno, il 22 aprile 1944, e sostenuto dai sei partiti del Comitato di Liberazione Nazionale. Sforza fu nuovamente ministro senza portafoglio nel governo Bonomi (giugno 1944), e preposto all'Alto Commissariato per l'epurazione del fascismo. 

Carlo Sforza e Benedetto Croce nel 1944 a Salerno, ministri senza portafoglio nel II governo Badoglio

Lo scontro con Churchill, tuttavia, nocque alla fortuna politica di Carlo Sforza, in quanto comportò un vero e proprio "veto" degli inglesi alla sua nomina a Presidente del Consiglio, quando il CLN si orientò sul suo nome, all'atto delle dimissioni di Bonomi, nel novembre 1944.

### Presidente della Consulta Nazionale
Nonostante la sua ascesa politica avesse subito una frenata, nel settembre 1945 fu eletto presidente della Consulta Nazionale, l'assemblea legislativa provvisoria del Regno d'Italia.
Nel 1946 Sforza aderì al Partito Repubblicano Italiano e in giugno fu eletto all'Assemblea Costituente, come indipendente nelle liste del PRI. Alla costituente si impegnò vanamente per far escludere la provincia di Massa-Carrara dalla nascente regione Toscana, cercando di dar vita a una regione, definita «Emilia Lunense», che comprendesse, oltre alla stessa Massa e Carrara, anche i territori di Modena, Reggio Emilia, Parma e La Spezia.

### Ministro degli esteri della Repubblica Italiana
Nel gennaio del 1947 il presidente del Consiglio Alcide De Gasperi rientrò dagli Stati Uniti, dopo aver ottenuto un prestito di 100 milioni di dollari in cambio dell'appoggio dell'Italia alla politica americana in Europa. In tale ottica, la presenza al Ministero degli esteri di Pietro Nenni, neutralista e legato con un patto d'azione al Partito Comunista, diveniva inopportuna. Il 28 gennaio, pertanto, De Gasperi rassegnò le dimissioni e il 2 febbraio formò il suo terzo governo, con la partecipazione dei socialisti e dei comunisti, ma con Carlo Sforza ministro degli affari esteri. La partecipazione del lucchese era a titolo "tecnico" e non in rappresentanza del Partito Repubblicano, nelle cui liste era stato eletto all'Assemblea Costituente. Ormai settantacinquenne, poté rientrare nel grande giro della politica, non più ostacolato da Londra, ove, a seguito della vittoria laburista del 1945, Winston Churchill era uscito di scena.

#### Firma e gestione del Trattato di pace del 1947

Carlo Sforza con Alcide De Gasperi

Sforza riteneva che la sottoscrizione del trattato di pace, tuttora non avvenuta, fosse condizione imprescindibile per l'integrazione italiana tra gli Stati democratici in un consesso economico, politico e militare. Impartì quindi immediatamente istruzioni al delegato italiano, Antonio Meli Lupi di Soragna, che sottoscrisse il trattato di pace il 10 febbraio 1947. Era tuttavia convinto che restassero ancora margini di negoziazione, quanto meno negli aspetti non immediatamente eseguibili di tale atto (amministrazione del Territorio Libero di Trieste e delle ex-colonie; consegna del naviglio di guerra a titolo di riparazione).
Pur avendo rinunciato alle proprie colonie, infatti, il trattato non impediva che alcune, o parte di esse, potessero continuare a essere amministrate dall'Italia sotto forma di amministrazione fiduciaria delle Nazioni Unite; inoltre, la politica estera italiana nei confronti delle ex colonie poteva essere un biglietto da visita per i futuri rapporti con il mondo islamico. Tale linea era però subordinata ad accordi bilaterali con il Regno Unito che, al momento, controllava militarmente l'Africa settentrionale e orientale. Il 6 maggio 1949, Sforza si accordò con il suo collega britannico Ernest Bevin sulle seguenti basi: a) la Libia sarebbe stata affidata in amministrazione fiduciaria parte all'Italia (Tripolitania) e parte al Regno Unito (Cirenaica) e alla Francia (Fezzan); b) la Somalia in amministrazione fiduciaria all'Italia; c) l'Eritrea in amministrazione fiduciaria all'Italia, tranne lo sbocco al mare di Assab da concedere all'Etiopia, per poi costituirsi in Stato autonomo. Tale compromesso non ebbe, per un solo voto (Emile Saint-Lot di Haiti), la maggioranza all'assemblea dell'ONU. Il 1º ottobre 1949 a Lake Success, al comitato politico dell'ONU, Sforza preferì farsi portavoce delle popolazioni africane, richiedendo l'indipendenza immediata per la Libia e l'Eritrea, e anche per la Somalia, dopo un periodo di amministrazione fiduciaria italiana. La linea del governo italiano ebbe successo, tranne che sull'Eritrea, che fu annessa all'Etiopia. L'amministrazione fiduciaria sulla Somalia fu accordata il 1º luglio 1950 per dieci anni, e fu l'unico caso che un paese sconfitto in una delle due guerre mondiali risultasse affidatario di un simile mandato.
Per quanto riguarda la costituzione del Territorio Libero di Trieste, prevista dal trattato di pace, Sforza fece in modo di ritardare "sine die" la sua attuazione, omettendo di indicare il nome del candidato italiano al governatorato. Nelle more della sua effettiva costituzione, infatti, il territorio era stato suddiviso in due zone di occupazione: la "Zona A" (Trieste e dintorni), sotto il controllo militare anglo-americano, e la "Zona B" (Capodistria e dintorni), sotto il controllo jugoslavo. Riuscì quindi a ottenere una "dichiarazione tripartita" da parte dei governi britannico, francese e degli Stati Uniti (20 marzo 1948), nella quale si riconosceva la sostanziale "italianità" dell'intero Territorio Libero e ci si dichiarava favorevoli al suo ricongiungimento all'Italia. L'azione di Sforza mirò quindi a mantenere il regime di occupazione militare in entrambe le zone, sino all'attuazione della dichiarazione tripartita, per il ritorno complessivo all'Italia dell'intero territorio. Purtroppo la situazione internazionale giocò a sfavore di tale politica, in quanto il distacco di Tito dal blocco sovietico convinse le potenze occidentali a non effettuare alcuna pressione sul governo jugoslavo per la risoluzione del problema triestino in senso favorevole all'Italia. La situazione si sbloccò solo nel 1954, quando Sforza era ormai scomparso, con la restituzione della sola zona "A", e la perdita definitiva della zona "B".
Per quanto riguarda le limitazioni militari previste dal trattato, Sforza riuscì a ottenere, da parte degli Stati Uniti e del Regno Unito, la rinuncia alla consegna delle navi da battaglia Italia e Vittorio Veneto e l'inapplicabilità di altre clausole minori. La sua azione principale per il superamento delle limitazioni militari era tuttavia rivolta all'inserimento dell'Italia in un sistema di difesa comune con le potenze occidentali vincitrici del conflitto, e tale azione si concretò con l'adesione dell'Italia alla NATO.

#### Ingresso dell'Italia nell'OECE e nel Consiglio d'Europa

Insediamento del governo De Gasperi IV (al centro, col cappello in mano, Sforza ministro)

Il 31 maggio 1947 De Gasperi compose il suo quarto governo, inizialmente monocolore, con Sforza che fu confermato ministro degli affari esteri ma sempre "a titolo tecnico". Poi il governo fu allargato alla partecipazione di socialdemocratici, liberali e repubblicani.
Il 5 giugno 1947 il segretario di Stato statunitense George Marshall annunciò al mondo, dalla Memorial Church dell'Università di Harvard, la decisione degli Stati Uniti di avviare l'elaborazione e l'attuazione di un piano di aiuti economico-finanziari per l'Europa. Il ministro statunitense chiese la collaborazione dei Paesi europei per la formulazione delle loro richieste. L'aver sottoscritto il trattato di pace consentì al governo italiano di prender parte ai lavori per la redazione del programma di ricostruzione europea. Fu quella la prima occasione offerta all'Italia di rompere l'isolamento sul piano internazionale conseguente alla sconfitta militare del 1943. Durante l'apposita conferenza, tenuta Parigi dal 12 luglio 1947, Sforza prese la parola due volte e, in entrambi i casi, dette al suo discorso un taglio eminentemente europeista.
Per controllare la distribuzione degli aiuti del Piano Marshall, il 16 aprile 1948, si costituì la prima organizzazione sovranazionale tra Stati europei, e cioè l'OECE - Organizzazione per la cooperazione economica europea, alla quale l'Italia fu ammessa come membro fondatore.

### Elezioni del 1948

Carlo Sforza con il Presidente della Repubblica Enrico De Nicola

Sforza fruì della terza disposizione transitoria della Costituzione repubblicana sedendo sui banchi del primo Parlamento in qualità di senatore di diritto.
Egli comunque si impegnò nella campagna elettorale del 18 aprile 1948, individuando nel sostegno o meno al piano di aiuti economici all'Europa, lo spartiacque politico tra le due contrapposte coalizioni elettorali (Democrazia Cristiana e alleati e Fronte Popolare social-comunista).
Dopo le elezioni legislative del 1948, e a seguito delle dimissioni di Enrico De Nicola, De Gasperi propose la candidatura di Carlo Sforza alla Presidenza della Repubblica. Sebbene sulla carta disponesse della maggioranza per essere eletto, quanto meno al quarto scrutinio, Sforza, antifascista ma anche anticomunista al punto da essere definito da Palmiro Togliatti "servile marine americano", non riuscì a ottenere i voti di tutti i parlamentari democristiani: contraria era in particolare la corrente di sinistra guidata da Giuseppe Dossetti, che gli fece mancare i voti necessari. Dopo il secondo scrutinio, al termine del quale gli mancarono almeno 46 voti per raggiungere la metà più uno dei suffragi e 195 voti per raggiungere i 2/3 dell'Assemblea richiesti dalla Costituzione, la dirigenza democristiana prese atto delle difficoltà incontrate dal ministro degli esteri, e decise di candidare Luigi Einaudi. L'uomo politico liberale fu quindi eletto al quarto scrutinio.

### Ministro degli esteri

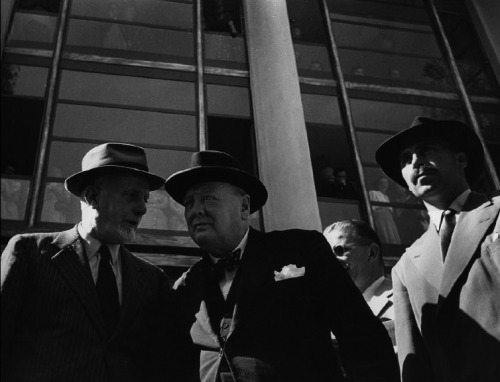
Sforza con Winston Churchill a Strasburgo nel 1950

Il nuovo Presidente della Repubblica reincaricò Alcide De Gasperi che, il 23 maggio 1948 formò il suo quinto governo, confermando nuovamente Sforza come ministro degli affari esteri.
Per nulla turbato dallo scacco politico-parlamentare, Sforza proseguì nella politica estera europeista e filo occidentale. Il 18 luglio 1948, in un discorso a Perugia in qualità di rettore dell'Università per Stranieri, si dichiarò favorevole all'idea di un'Europa federale, da attuarsi per gradi, con la Germania in un piano di parità con gli altri Stati. Il 24 agosto 1948 inviò un memorandum al governo francese, nel quale sostenne che solo gli ideali di organica intesa e di interdipendenza europea avrebbero potuto salvare la pace e la democrazia nel mondo; ribadì inoltre: a) la necessità di graduare il processo di unificazione europea, partendo da premesse economiche, per arrivare a una collaborazione politica; b) auspicò la trasformazione dell'OECE in un organismo permanente dei 16 Stati europei aderenti; c) propose la creazione di una corte di giustizia europea. Il 27 ottobre successivo, inviò un secondo memorandum a tutti i paesi dell'OECE, esprimendo gli stessi concetti. Le idee del ministro italiano e quelle espresse da altri uomini politici europei al Congresso europeo dell'Aja (7-11 maggio 1948) furono sintetizzate nel Piano Bevin, che il ministro britannico presentò alle cancellerie europee il 1º dicembre 1948. Tale piano concepiva come catalizzatore di tutti i progetti di unione europea la creazione di un Consiglio d'Europa, con funzioni consultive, ma dotato di un segretariato generale, con il compito di riunire almeno una volta all'anno i governi degli Stati aderenti all'organismo, per discutere in comune dei problemi politici europei. Il 5 maggio 1949, l'Italia fu accolta tra i dieci Stati fondatori del Consiglio d'Europa.

#### Patto atlantico e costituzione della Comunità europea del carbone e dell'acciaio

Sforza con Churchill, nuovamente premier, e De Gasperi nel 1951

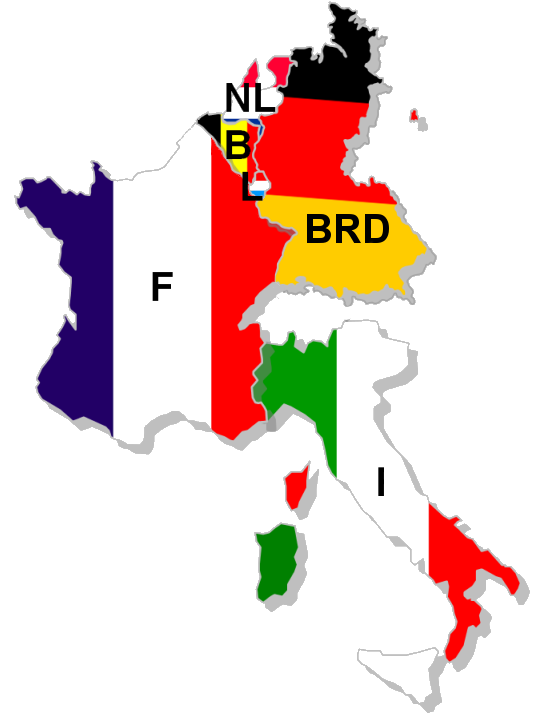
I Paesi membri della Comunità europea del carbone e dell'acciaio

L'integrazione dell'Italia nel sistema occidentale, sotto il profilo militare, fu molto più ardua di quella economica. Ciò poiché, mentre per l'aspetto economico il Paese poteva comunque rappresentare un elemento importante per l'Europa occidentale, per quello militare, viste le limitazioni imposte dal trattato di pace, il suo peso era meramente simbolico; anche per quanto riguarda la posizione strategica, inizialmente, un'eventuale alleanza tra le potenze occidentali non sembrava dover includere i paesi del bacino del Mediterraneo. Regno Unito, Francia e i paesi del Benelux, infatti, avevano già stretto un patto di autodifesa, con il trattato di Bruxelles del 17 marzo 1948. L'avvio della costituzione di quella che sarebbe divenuta la Repubblica Federale Tedesca (1949), peraltro, sembrava indurre gli Stati Uniti a concepire un percorso politico-militare comprendente anche il riarmo della Germania occidentale. Secondo lo storico Ennio Di Nolfo, in tale fase, Sforza dette prova di una nuova felice intuizione, che spianò la strada alla partecipazione italiana.
Il riarmo della Germania, infatti, avrebbe messo in forte difficoltà la posizione strategica della Francia. Sforza costruì un rapporto preferenziale con la nazione d'oltralpe, e riuscì a convincere i responsabili francesi che la Francia stessa avrebbe tratto giovamento dall'integrazione, anche militare, dell'Italia nel sistema occidentale. Il nostro ministro degli affari esteri, infatti, puntò – inizialmente – alla costruzione di un'unione doganale italo-francese; in seguito impostò i rapporti con la nazione transalpina in base a orizzonti più ampi: la partecipazione dell'Italia all'alleanza militare, infatti, avrebbe automaticamente esteso i meccanismi difensivi sino a comprendere l'Algeria francese (che sarebbe stata esclusa, qualora il "Patto" fosse rimasto limitato al "Nord Atlantico") e avrebbe controbilanciato la debolezza della Francia di fronte all'attenzione privilegiata degli Stati Uniti verso la Germania.
Nel corso della seduta negoziale del 1º marzo 1949, infatti, il rappresentante francese dichiarò espressamente che la mancata partecipazione dell'Italia alla costituenda alleanza avrebbe indotto il governo francese a riconsiderare la questione stessa della sua adesione al trattato. Grazie all'irremovibilità del governo francese, anche l'Italia fu ammessa tra i paesi fondatori della NATO, e il 4 aprile 1949, il ministro Sforza poté sottoscrivere l'ingresso dell'Italia nell'alleanza atlantica.
Il 14 gennaio 1950 De Gasperi formò il suo sesto governo, confermando Sforza al Ministero degli esteri. Nel frattempo l'unione doganale italo-francese, siglata a Torino il 20 marzo 1948, era stata superata dagli eventi. I rapporti stretti tra gli Stati europei in sede di Consiglio d'Europa, indussero il ministro degli esteri francese Robert Schuman a proporre la messa in comune delle risorse del carbone e dell'acciaio. Sforza, a nome dell'Italia, fu il primo a esprimere la sua adesione al progetto, che fu accettato anche dalla Repubblica Federale Tedesca e dai Paesi del Benelux. Il trattato istitutivo della CECA - Comunità europea del carbone e dell'acciaio - la prima delle Comunità europee - fu stipulato a Parigi il 18 aprile 1951.

### Ultimi tempi e morte
Nello stesso anno, Sforza cominciò a avvertire i sintomi della malattia che lo avrebbe accompagnato alla morte. Nella successiva crisi governativa, che avrebbe condotto all'insediamento del settimo governo De Gasperi (bicolore tra DC e PRI), chiese di lasciare l'incarico. Il presidente del Consiglio, tuttavia, assumendo l'incarico di ministro degli esteri ad interim, lo mantenne al governo come ministro senza portafoglio per gli affari europei. Sforza ricopriva tale carica quando morì, il 4 settembre 1952.

## Opere
- Carlo Sforza, Cinque anni a Palazzo Chigi: la politica estera italiana dal 1947 al 1951, Roma, Atlante, 1952.
- Carlo Sforza, Contemporary Italy: its intellectual and moral origins, New York, E.P. Dutton, 1944.
- Carlo Sforza, Costruttori e distruttori, Roma, Donatello De Luigi, 1945.
- Carlo Sforza, Dictateurs et dictatures de l'aprés-guerre, Paris, Gallimard, 1931.
- Carlo Sforza, Diplomatic Europe since the Treaty of Versailles, New Haven, Yale University Press, 1928.
- Carlo Sforza, Europe and Europeans: a study in historical psychology and international politics, New York, Bobbs Merrill, 1936.
- Carlo Sforza, Gli Italiani quali sono, Milano, Mondadori, 1946.
- Carlo Sforza, Illusions et réalités de l'Europe, Neuchatel, Ides et calendes, 1944.
- Carlo Sforza, Jugoslavia, storia e ricordi, Milano, Donatello De Luigi, 1948.
- Carlo Sforza, La guerra totalitaria e la pace democratica, Napoli, Polis Editrice, 1944.
- Carlo Sforza, L'ame italienne, Paris, Flammarion, 1934.
- Carlo Sforza, L'énigme chinoise, Paris, Payot, 1928.
- Carlo Sforza, Les Batisseurs de l'Europe moderne, Paris, Gallimard, 1931.
- Carlo Sforza, Les frères ennemis, Paris, Gallimard, 1934.
- Carlo Sforza, Les italiens tels qu'ils sont, Montreal, L'Arbre, 1941.
- Carlo Sforza, L'Italia alle soglie dell'Europa, Milano, 1947.
- Carlo Sforza, L'Italia dal 1914 al 1944 quale io la vidi, Roma, Mondadori, 1945.
- Carlo Sforza, Noi e gli altri, Milano, Mondadori, 1946.
- Carlo Sforza, Pachitch et l'union des Yougoslaves, Paris, Gallimard, 1938.
- Carlo Sforza, Panorama europeo, Roma, Einaudi, 1945.
- Carlo Sforza, The totalitarian war and after, Chicago, Chicago University Press, 1941.
- Carlo Sforza (a cura di), Le più belle pagine di Giuseppe Mazzini, Milano, Treves, 1924.
- Carlo Sforza (a cura di), The living thoughts of Machiavelli, London, Cassel & Co, 1940.
- Carlo Sforza, Pensiero e azione di una politica estera italiana, a cura di Alberto Cappa, Bari, Laterza, 1924.
- Carlo Sforza, Un anno di politica estera: discorsi, a cura di Amedeo Giannini, Roma, Libreria di scienze e lettere, 1921.